# Dmitrij Vorona
Dmitrij Nikolaevič Vorona (in russo Дми́трий Никола́евич Воро́на?; Doneck, 24 luglio 1980) è un politico e avvocato russo, senatore del Consiglio Federale della Federazione Russa per l'oblast di Zaporož'e dal 2022 e vicepresidente del Comitato del Consiglio della Federazione per la politica economica.

## Biografia
Nato il 24 luglio 1980 a Doneck, è laureato in giurisprudenza presso l'Università di Doneck.
Ha ricoperto la carica di assistente del capo del Tribunale del distretto di Červonogvardejsk di Makeevka, oltre ad aver svolto le professioni di avvocato, capo di una società legale e amministratore di arbitrato. 
Nel 2005 è diventato il rappresentante autorizzato del Partito delle Regioni nel collegio elettorale generale, e dopo la vittoria del partito alle elezioni, è stato nominato Vice Ministro della Protezione Ambientale dell'Ucraina nel 2006.
Nel 2010 è stato nominato Vice Ministro degli Interni dell'Ucraina, nel 2012 Vice Ministro della Giustizia dell'Ucraina e nel 2013 è diventato capo del Servizio di Registrazione di Stato dell'Ucraina. Dopo l'Euromaidan, nel maggio 2014 è stato rimosso da tutte le cariche. 
Ha praticato come avvocato e nel 2015 ha fondato la Fondazione Benefica "Eredità Ortodossa dell'Ucraina sul Monte Athos".
Nel 2020 è stato nominato capo della corporazione di Sviluppo della Repubblica di Crimea e consigliere del capo della Crimea, Sergej Aksënov.
Il 20 dicembre 2022, per decreto del governatore della oblast' di Zaporož'e, Evgenij Balickij, è stato nominato senatore della Federazione Russa, rappresentante dell'organo esecutivo del potere statale della regione nel Consiglio della Federazione.
Il 20 settembre 2023 è stato eletto membro del Consiglio della Federazione, rappresentante dell'organo legislativo dell'oblast' di Zaporož'e.